# Echoes of Eternity
Echoes of Eternity est un groupe américain de metal progressif et gothique, originaire de Los Angeles, en Californie. Actuellement signé au label Nuclear Blast, ce groupe compte un EP, deux split-albums, ainsi que deux albums studios.

## Historique
Echoes of Eternity est formé en 2005 par Kirk Carrison et Brandon Patton. Carrison fait la rencontre de la chanteuse Francine Boucher au Full Sail Real World Education de Floride. Les deux se mettent ensemble et emménagent à Los Angeles en 2001 afin de trouver du travail en studio d'enregistrement. Après quelques échecs, Carrison prend contact avec son ami Patton à qui il propose d'emménager à Los Angeles et de former un groupe.
Ils enregistrent trois démos qu'ils envoient à plusieurs label, et intéresse le producteur et guitariste Roy Z. Z ne pouvant s'occuper du groupe, envoie la démo à Nuclear Blast, qui signe le groupe en 2006.
Le groupe entre en studio Raven's Work en juin 2006 pour l'enregistrement d'un premier album. Le guitariste James Urias de Lubbock, Texas, et ami de Patton, est invité à assister à l'enregistrement de l'album. Le 20 février 2007, Echoes of Eternity publie son premier album, The Forgotten Goddess, au label Nuclear Blast. Il est accueilli d'une manière mitigée par la presse spécialisée comme Martin Popoff de Brave Words and Bloody Knuckles et Jeff Maki de Live-Metal.net. Echoes of Eternity recrute un second guitariste, Sam Young, en 2007, et tourne un clip pour la chanson Voices in a Dream avec le réalisateur Ole Carlson. En juin 2007, le groupe participe à une tournée américaine avec Symphony X et Sanctity, tourne en fin d'année avec Edguy, Into Eternity et Light this City, puis avec Trail of Tears et Unexpect.
À la fin de 2008, le groupe se sépare du guitariste Sam Young et le remplace par Bryan Eagle. Echoes of Eternity termine l'enregistrement de son deuxième album, As Shadows Burn, avec le producteur Logan Mader] en janvier 2009. En juillet 2009, le groupe annonce sa signature au label Massacre Records pour une distribution européenne. As Shadows Burn est publié le 25 septembre 2009 en Europe, et le 22 septembre en Amérique du Nord.
En août 2013, Echoes of Eternity annonce une pause à durée indéterminée. En août 2015, deux ans après la séparation du groupe, Echoes of Eternity lance un projet Kickstarter pour financer un nouvel EP.
Le 5 septembre 2015, 16 jours avant que le budget ne soit atteint, ils annulent le projet et effacent leur message posté sur Facebook concernant le supposé retour. Le 19 mars 2016, ils annoncent un nouvel album, Ageless, prévu pour 2016.

## Membres

### Membres actuels
- Kirk Carrison - batterie (depuis 2005)[3]
- Brandon Patton - guitare (depuis 2005)[3]
- Francine Boucher - chant (depuis 2005)[3]
- Sam Young - guitare rythmique (2007-2008, depuis 2015)[3]

### Anciens membres
- James Urias - guitare[3]
- Duane Cowan - basse (2005-2015)[3]
- Brian Eagle - guitare rythmique (2008-2015)[3]